# Cogullada (Zaragoza)
Cogullada es un barrio del distrito de El Rabal en la ciudad de Zaragoza. Antiguamente una población separada de la ciudad, es hoy un barrio atravesado por el tercer y cuarto cinturón.
Su nombre proviene del Monasterio de Nuestra Señora de Cogullada, el cual según la leyenda fue establecido después de que una cogullada (cogujada en aragonés), ave de la familia de las alondras, guiara a una mujer hasta una imagen de la virgen.
La mayor parte del barrio sigue aún ocupada por polígonos industriales incentivados durante las políticas desarrollistas de 1960 como Mercazaragoza o el Polígono Cogullada.